# 엽층
미분위상수학에서 엽층(葉層, 영어: foliation)은 매끄러운 다양체를 낮은 차원의 다양체들의 층으로 잘게 자른 것을 말한다.

## 정의
{\displaystyle n}차원 매끄러운 다양체 {\displaystyle M} 위의, {\displaystyle p}차원 잎으로의 엽층은 다음과 같은 데이터로 주어진다.
- 열린 덮개 {\displaystyle \{U_{i}\}_{i\in I}}
- 매끄러운 사상 {\displaystyle \phi _{i}\colon U_{i}\to \mathbb {R} ^{n}}. 이 경우 {\displaystyle \phi _{i}}는 {\displaystyle U_{i}}와 {\displaystyle \phi _{i}(U_{i})} 사이의 미분 동형을 정의한다.

이는 다음 조건을 만족시켜야 한다.
- 모든 {\displaystyle i,j\in I}에 대하여, 만약 {\displaystyle U_{i}\cap U_{j}\neq \varnothing }이라면 {\displaystyle \phi _{ij}=\phi _{j}\circ \phi _{i}^{-1}\colon \phi _{i}(U_{i})\to \mathbb {R} ^{n}}은 다음과 같은 꼴이다.
{\displaystyle \phi _{ij}(a,b)=\left(\phi _{ij}^{1}(a),\phi _{ij}^{2}(a,b)\right)\qquad (a\in \mathbb {R} ^{n-p},\;b\in \mathbb {R} ^{p})}

각 {\displaystyle a\in \mathbb {R} ^{n-p}}에 대하여,
{\displaystyle M_{a}=\bigcup \phi _{i}^{-1}(\{a\}\times \mathbb {R} ^{p})}
는 {\displaystyle x}에 대응하는 엽층의 잎(영어: leaf)이라고 한다. 이는 정의에 따라 {\displaystyle p}차원 다양체의 매끄러운 몰입을 이룬다. (이는 일반적으로 매장이 아니다.)
엽층이 주어진 매끄러운 다양체 {\displaystyle M} 위에서, 같은 잎에 속하는 점들을 동치라고 여기면, 이에 대한 몫공간인 엽공간(葉空間, 영어: leaf space) {\displaystyle M/{\sim }}을 정의할 수 있다. 이는 일반적으로 하우스도르프 공간이 아니다.

## 성질
{\displaystyle n}차원 매끄러운 다양체 {\displaystyle M}의 접다발 {\displaystyle TM}의 {\displaystyle p}차원 매끄러운 부분 벡터 다발 {\displaystyle E\subset TM}이 주어졌다고 하자.
프로베니우스 정리(영어: Frobenius theorem)에 따르면, 다음 두 조건이 서로 동치이다.
- (적분 가능성 영어: integrability) {\displaystyle N}의 단면은 리 괄호에 대하여 닫혀 있다. 즉, 임의의 벡터장 {\displaystyle X,Y\in \Gamma (E)}에 대하여, {\displaystyle [X,Y]\in \Gamma (E)}이다.
- 임의의 {\displaystyle x\in M_{a}}에 대하여 {\displaystyle E=TM_{a}\subset TM}가 되는 엽층 {\displaystyle (M_{a})_{a\in A}}이 존재한다.

접다발의 매끄러운 부분 벡터 다발은 분포(영어: distribution)라고 한다. 즉, 적분 가능 분포는 엽층과 동치인 개념이다.

## 예

### 올다발
올다발
{\displaystyle F\hookrightarrow E{\stackrel {\pi }{\twoheadrightarrow }}B}
이 주어졌다고 하고, 올 {\displaystyle F}와 전체 공간 {\displaystyle E}가 매끄러운 다양체라고 하자. 그렇다면 이는 엽층을 이룬다. 엽공간은 {\displaystyle B}이며, {\displaystyle b\in B}에 대응하는 잎은 원상 {\displaystyle \pi ^{-1}\{b\}}이다.
특수한 경우로, 곱공간 {\displaystyle E=F\times B}은 (자명한 올다발을 이루므로) 엽공간이 {\displaystyle B}인 엽층을 이룬다.

### 리 군
리 군 {\displaystyle G}와 {\displaystyle H} 사이에 단사 몰입
{\displaystyle H\hookrightarrow G}
가 주어진다고 하자. 그렇다면, {\displaystyle G/H}는 엽층을 이룬다. 즉, 이 엽층에서 잎은 {\displaystyle G}는 {\displaystyle H}에 대한 잉여류이며, 엽공간은 몫공간 {\displaystyle G/H}이다.
만약 {\displaystyle H}의 상이 {\displaystyle G} 속의 닫힌집합이라면, 몫공간 {\displaystyle G/H}는 (하우스도르프) 매끄러운 다양체가 되며, {\displaystyle G\twoheadrightarrow G/H}는 {\displaystyle H}-주다발을 이룬다.

### 크로네커 엽층
원환면 {\displaystyle \mathbb {R} ^{n}/\mathbb {Z} ^{n}}에서, 잎들이
{\displaystyle M_{\mathbf {x} _{0}}={\frac {\{\mathbf {x} _{0}+t\mathbf {v} \colon t\in \mathbb {R} \}}{\mathbb {Z} ^{n}}}}
인 엽층을 주자 ({\displaystyle v_{1}=1}). 이 경우, 기울기 {\displaystyle \mathbf {v} }의 성분들이 모두 유리수라면 각 잎들은 원환면 속의 매끄럽게 매장된 원을 이룬다. 그러나 {\displaystyle v_{1}}을 제외한 성분들이 모두 무리수라면, 각 잎들은 매끄럽게 단사 몰입된 직선을 이룬다. 이 경우, 잎들은 매장된 부분 다양체가 아니라 몰입된 부분 다양체이다.

## 같이 보기
- 올다발
- 올뭉치